# Place Crillon
Die Place Crillon (okzitanisch Plaço Crihoun) ist ein Platz in der südfranzösischen Stadt Avignon.

## Geschichte
Auf einer Karte von 1618 erscheint er als zweitgrößter Platz der Stadt nach dem Platz vor dem Papstpalast. Damals trug er die Namen Place du Limas bzw. Place de la Porte de l’Oulle. Der Name Limas – vom lateinischen limaceus („schlammig“) – bezeichnete seit dem 14. Jahrhundert das der Rhone abgewonnene Land in diesem Stadtviertel. Später wurde daraus die Place de l’Oulle und schließlich die Place de la Comédie.

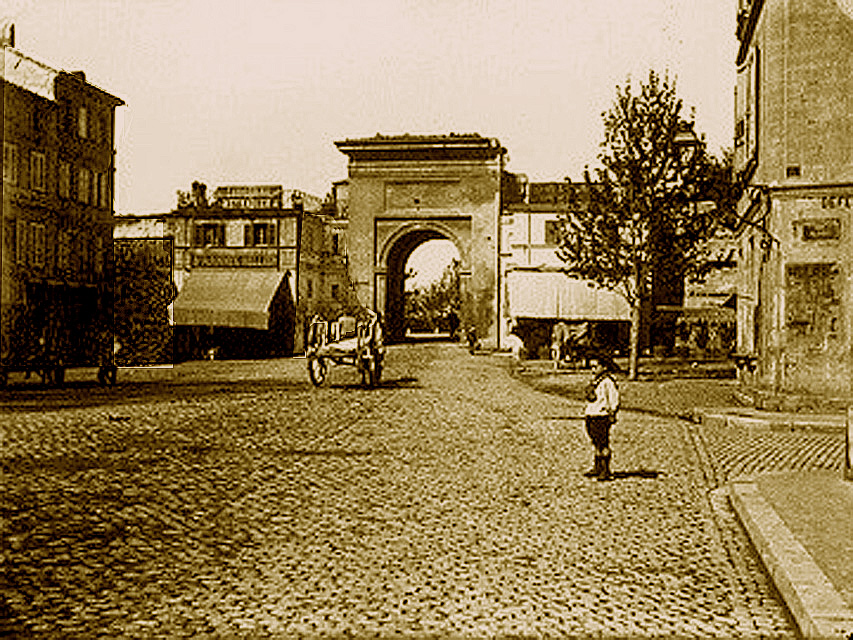
Place Crillon und das ehemalige Stadttor Porte de l’Oulle auf einer alten Postkarte (vor 1900)

1843 erhielt der Platz seinen heutigen Namen Place Crillon zu Ehren von Louis de Berton des Balbes de Crillon, einem bedeutsamen Heerführer des 16. Jahrhunderts, der 1615 in Avignon verstarb.
Bis 1766 stand auf dem Platz eine Statue des Heiligen Bénézet auf einem zwei Meter hohen, von einem Eisengitter umgebenen Sockel.

## Bauwerke
An der Nordseite des Platzes, an der Kreuzung der Rue Baroncelli mit der Rue du Limas,  befindet sich das Hôtel d’Europe, dessen Ursprünge bis ins 16. Jahrhundert zurückreichen. Erster prominenter Gast des Hotels war Napoleon Bonaparte, der im Eröffnungsjahr 1799 hier übernachtete.
Gegenüber dem Hôtel d’Europe lag früher das Hôtel du Palais-Royal (ehemals Auberge du Palais National), das Reisende auf der Durchfahrt von Marseille über Lyon nach Paris beherbergte. Ende des 18. Jahrhunderts gehörte es Claude Étienne Pierron. Hier speisten 1798 Napoleon auf dem Weg zu seinem Ägyptenfeldzug und 1809 Papst Pius VII. Berühmt wurde das Hotel durch die Erwähnung in Stendhals Mémoires d’un touriste von 1837. In einem seiner Zimmer wurde 1815 Marschall Brune von Anhängern des Weißen Terrors ermordet.